# 小叶月桂
小叶月桂（学名：Osmanthus minor）为木犀科木犀属下的一个种。其种加词“minor”意为“较小的”。
现接受名为[[]]（Cartrema minor (P.S.Green) de Juana, 2015）。